# 군산고속버스터미널
군산고속버스터미널은 전북특별자치도 군산시 해망로 30 (경암동 612-7)에 있는 고속버스 터미널이다.
고속버스터미널 남쪽 50m 지점에 군산시외버스터미널이 자리하고 있으며, 두 터미널 사이의 골목길을 통해 시외터미널 박차장과 고속터미널 박차장이 마주보고 있다.

## 개요
금호고속이 군산시로부터 위탁 운영하며, 2층으로 된 건물에 승하차장, 박차장, 경정비 시설 등을 갖추고 있다. 고속버스 전산망상의 터미널 번호는 610이다.
2024년 현재 서울 ↔ 군산 고속버스 노선만 이 터미널에서 운행하고 있다. 오랫동안 운행 중인 서울 ↔ 군산 노선 외에 군산 ↔ 여수, 용인 ↔ 군산 노선이 추가되어 운영했지만, 여수 노선은 실적 저조로 폐지되고 용인 노선은 코로나19의 여파로 운행이 중지되어 서울 ↔ 군산 노선만 남아 있다.

## 운행 노선
- 2014년 4월에 여수 ↔ 군산 노선이 신설되었으나, 2016년 6월 1일에 폐지되었다.

- 2015년 12월 11일 용인 ↔ 군산 노선이 신설되었다.[1] 그러나 코로나19의 여파로 용인 ↔ 군산 노선은 운행이 중지됐다.

| 운행 노선       | 운행업체                   | 운행구간 | 운행구간 | 운행구간 | 경유지                    | 배차 간격 | 시간표                                                                       |
| --------------- | -------------------------- | -------- | -------- | -------- | ------------------------- | --------- | ---------------------------------------------------------------------------- |
| 군산 ↔ 서울호남 | 금호고속 중앙고속 천일고속 | 군산     | ↔        | 서울호남 | 대야(3회), 정안알밤휴게소 | 15~30분   | 첫차:05:00(군산 기준(월)) 첫차:06:00(군산 기준(화~일)) 막차:23:00(군산 기준) |
| 군산 ↔ 용인     | 경남여객                   | 군산     | ↔        | 용인     | 정안알밤휴게소, 신갈      | 4회       | 08:05, 10:45, 16:05, 18:50                                                   |

## 같이 보기
- 군산시외버스터미널